# Caprichromis liemi
Espèce
Statut de conservation UICN

 LC  : Préoccupation mineure
Caprichromis liemi (anciennement Cyrtocara liemi) est une espèce de poisson de la famille des Cichlidae. Elle est présente dans le lac Malawi, le lac Malombe et la rivière Shire qui relie les deux lacs.

## Référence
- McKaye & Mackenzie : "Cyrtocara liemi, a previously undescribed paedophagous cichlid fish (Teleostei: Cichlidae) from Lake Malawi, Africa. Proceedings of the Biological Society of Washington 95-2 pp 398-402.